# Communauté de communes d'Avène, Orb et Gravezon
La Communauté de communes d'Avène, Orb et Gravezon est une ancienne communauté de communes française, située dans le département de l'Hérault et la région Languedoc-Roussillon.

## Histoire
Date de l'arrêté : 14/12/2001
Date de l'effet : 14/12/2001
Le 1er janvier 2014, par fusion, la Communauté de communes d'Avène, Orb et Gravezon est devenue la Communauté de communes Grand Orb.

## Communes
La communauté regroupe 6 communes:
- Avène
- Brenas
- Ceilhes-et-Rocozels
- Dio-et-Valquières
- Joncels
- Lunas